# ブルドクター
『ブルドクター』（The Bull Doctor）は、2011年7月6日から9月14日まで毎週水曜日22:00 - 22:54に、日本テレビ系の「水曜ドラマ」枠で放送された日本のテレビドラマ。主演は江角マキコ。ハイビジョン制作。
前作『リバウンド』に続きオリジナル作品。

## 概要
ミステリアスな事件の真実を求め、死因究明にひた走る法医学者の信念強い生き様を描く医療ヒューマンドラマ。
江角マキコが連続ドラマの主演を務めるのは2007年7月期『地獄の沙汰もヨメ次第』（TBS）以来4年ぶり、稲垣吾郎は江角と共演した1997年10月期放送『恋の片道切符』以来14年ぶりの日本テレビの連続ドラマ出演で、SMAPのメンバーでは2000年7月期『フードファイト』で主演を務めた草彅剛以来、11年ぶりとなった。なお、この作品以降、SMAPのメンバーの日本テレビでのドラマ出演は2016年に解散するまで1度も無く、江角も2017年に芸能界を引退したためこの作品が日本テレビでの最後のドラマ出演となった。
キャッチコピーは「『犯罪死』を見破る名医か。掟をやぶるただの暴走女か。」。
この作品を収録したDVD版が発売されている。

## キャスト

### 主要人物
大達 珠実〈40〉
演 - 江角マキコ
国立上都大学法医学教室 特任准教授。2年3ヶ月間、留学のために康介とともにアメリカに渡っていたが、武田に招かれ帰国。10年前までは救命救急医だったが、妊娠を機に体力を使う救急医の仕事への限界を感じ法医学者に転身した。
自分の信念の赴くままに動き、妥協を許さない性格。遺体の死因究明に情熱を注いでおり、そのせいで警察や同僚である潤之助と衝突することもしばしば。
家事は得意ではなく、家庭では一人息子である康介の教育に悪戦苦闘しており、夫や母親からたしなめられることも多い。
釜津田 知佳〈28〉
演 - 石原さとみ（少女期：岡室穂香）
警視庁武蔵警察署刑事課強行犯係 警部（キャリア）。同僚に内緒で名倉と交際している。可愛いルックスとは裏腹にかなりの負けず嫌い。仕事熱心だが熱意が空回りすることもあり、和泉や珠実と衝突することも多い。しかし徐々に珠実とはいいコンビになっていく。美人なため学生時代はモテモテで、中学の持ち物検査では男性教師より違反物を見逃してもらったほど。しかしそんな自分が嫌で警察官になった。
名倉のことは好きで進展を望んでいるが不可解な行動や冷淡な発言が多いため、未だに名倉の気持ちが読めずに苦労しており、ついには愛想を尽かして別れを告げてしまう。しかし嫌いにはなりきれず、幼少時のトラウマから愛を信じることができなかった名倉の涙ながらの告白を受け入れ、よりを戻した。名倉のことは「名倉先生」と呼び、名倉からは「知佳」と呼ばれている。
名倉 潤之助〈38〉
演 - 稲垣吾郎
国立上都大学法医学教室 准教授。知佳と交際中だが、基本的に仕事優先で「自分の時間がなくなる」という理由からそれほど結婚願望はなく、自分勝手で冷淡な言動を繰り返したために知佳から別れを告げられる。しかしその冷淡な態度は、幼少のころに母と離別して以来、人を信じることが出来なかったためであり、涙ながらに知佳にそのことを告白し、よりを戻した。
法医学に対しては珠実と正反対の現実主義者であり、現在のシステムに問題があることは認識しているが、その枠内で対応するしかないと諦めている。法医学教室では自分こそが武田の後任にふさわしいと自負しており、珠実が教室で存在感を発揮することに苛立ちを募らせている。縄文寺の要請を受けて関東医療センターの新しい死因究明室長に就任。縄文寺に従うふりをして彼の悪事を警察に告発し、逮捕に追い込んだ。
武田の解雇後に法医学教室の教授に就任し、共に解雇された珠実を准教授として法医学教室に呼び戻した。
武田 美亜〈18〉
演 - 志田未来
国立上都大学医学部1年生。伸生の娘。法医学者を目指しており、珠実と共に捜査現場に顔を出すことも多い。小学生の時に長く入院し、母親から腎臓を1つ譲り受け、移植手術を受けた。入院中出会った主治医の女医（八代の妻である香奈）に憧れ、医師を志すようになる。
武田 伸生〈57〉
演 - 小日向文世
国立上都大学法医学教室 教授。関東医療センター死因究明室顧問。美亜の父。日本解剖学の権威で人望も厚い。日本法医学会界の閉塞した状況を憂慮しており、その打破のために珠実をアメリカから呼び寄せた。実は美亜の腎臓移植手術の際に妻が医療事故で死亡しており、美亜を助けるためにその事実を隠蔽した。そのことをネタに縄文寺から脅迫を受け、死体検案書の捏造を強要されていた。また、縄文寺から法医学界の現状を打破しようとする珠実を法医学教室から外すように脅迫を受けており、そのプレッシャーのためにアルコール依存症を患っている。最後は全ての罪状を皆に告白し、逮捕された。

### 国立上都大学法医学教室
松岡 あやめ〈28〉
演 - さくら
上都大学法医学教室 助教。生真面目で融通が利かない性格。藤村と共にボクシングジムに通っている。
成海 耕平〈50〉
演 - ブラザートム
上都大学法医学教室 臨床検査技師として30年目のベテラン。鑑識の雨宮に好意を寄せている。毎話のように書類を持って歩いては、珠実や美亜にぶつかられ周囲にまき散らす羽目になる。両親ともに健在であり、父親はビルを所有している。阪神ファンなのか、机の周りには阪神の法被や応援グッズが置いてある。
八代 健吾〈35〉
演 - マギー
上都大学法医学教室 法歯科医。既婚。成海や藤村とは合コン仲間でもある。実は妻である香奈が武田の妻の医療ミスに関わっており、事情を知る縄文寺から脅迫され、武田に脅迫メールを送り続けていた。
藤村 春輔〈26〉
演 - 大野拓朗
上都大学法医学教室 大学院生。安定志向。イケメンだが少々頼りない。松岡と共にボクシングジムに通っている。
 ?
演 - 宮寺智子
法医学教室事務員。
上都大学医学部1年
演 - 小野明日香、工藤えみ
美亜の友達。
立石
演 - 佐藤一平
上都大学附属病院 ER。路上で倒れていた赤井良治や紺野瑠璃の処置を担当する。
山野 翔
演 - 永井秀樹
上都大学附属病院 ER。ボクシングジムで倒れた大山修治の処置を担当する。

### 警視庁武蔵警察署
和泉 浩二
演 - 池田成志
刑事課 課長（ノンキャリア）。キャリアの知佳を煙たがっており、彼女の捜査手法にいちいち嫌味を言ったり、事件と断定しきれない捜査を早々に打ち切ろうとする。しかし、知佳が提案した武田の殺人未遂容疑の捜査を署長に握りつぶされた時はあからさまに憤怒の態度を見せるなど、警察官としてのプライドは失っていない。
神岡 善彦〈49〉
演 - 阿南健治
刑事課強行犯係 巡査部長（ノンキャリア）。知佳のお守り役であり、和泉から叱責を受けることもしばしば。しかし厄介事というわけでなく今の境遇を楽しんでいるようであり、部下として知佳を的確にサポートする。
下平 晃
演 - 山崎画大
警視庁鑑識係。
村田 孝
演 - 今里真
警視庁鑑識係。
雨宮
演 - 牧野ステテコ
警視庁鑑識係。

### 大達家
大達 高広〈40〉
演 - 市川亀治郎
珠実の夫。斉英会関東医療センター脳外科医。珠実と違って泰然とした性格であるが、それは珠実や康介に対していい夫、いい父親でなければならないという気持ちの表れであり、そのストレスにより珠実と衝突してしまう。最終的にはお互いの本音をぶつけ合い、和解する。日本舞踊が趣味。
大達 康介〈9〉
演 - 青木綾平
珠実と高広の息子。小学3年生。約2年のアメリカ生活のせいか日本での生活に慣れず、日本語の字の書き方を間違う癖がある。両親の仕事中は祖母・瑞江の書道教室に通っている。
中川 瑞江〈64〉
演 - 市毛良枝
珠実の母。書道教室を開いている。

### ゲスト

#### 第1話
赤井 由紀子
演 - 手塚理美
良治の妻。
赤井 良治
演 - 須永慶
ジョギング中に倒れ、病院に搬送されるが死亡。
由紀子の友人
演 - 三谷悦代
看護師。
川村 聡
演 - 綾田俊樹
良治のジョギング仲間。
市役所職員
演 - 野村たかし
武蔵市役所勤務。
田口 貢
演 - 金山一彦
無職の男性。借金によりマイホームを手放す当日の朝、自宅のベッドの上で死体となって発見される。
田口 良美
演 - 野波麻帆
貢の妻。夫と仕事の事で喧嘩が絶えなかったことから、夫殺しの嫌疑をかけられる。
田口 佑香
演 - 黒崎レイナ
貢と良美の娘。珠実に貢と良美が和解しようとしていたことを話したことにより、貢の死亡した原因が究明される。

#### 第2話
黒川 沙織
演 - 市川由衣
潤之助が行きつけのバーでアルバイトをしていた女性。自宅マンションから転落死体となって発見される。
精神科の通院歴有り。解剖により妊娠3ヶ月であったことが判明する。
岡田 博幸
演 - 載寧龍二
医大生。Sparkin Violet（炭酸飲料）を好んでよく飲んでいる。
岡田 清美
演 - 山下容莉枝
岡田精神科・内科クリニック院長。博幸の母親。
黒川 雅子
演 - 朝加真由美
沙織の母。潤之助に沙織の遺体解剖を依頼するが断られ、代わりに珠実が引き受ける。

#### 第3話
水島 千秋 / 里中 知佳
演 - 岡本美樹 / 山崎真実
修二の娘で知佳の中学時代の同級生。公園にて身元不明の死体として発見され、解剖により全身を整形していたことが明らかになる。後者の名前は友人である知佳の名を騙った偽名。
水島 修二
演 - 塩見三省
千秋の父親。
飯田 正樹
演 - 渡部豪太
知佳が中学時代に付き合っていた元彼。近々結婚を控えている。
ネイリスト
演 - 藤井聖子
千秋がしていたネイルから住んでいる場所が判明した。
美容整形外科医
演 - 栗田よう子
千秋の美容整形を担当する。
千秋の隣人
演 - 渋谷謙人
隣に引っ越して来た美人の千秋が気になり後をつけたり、カバンを盗む。
子供
演 - 渡邉琴音、綾瀬りん
公園で遊んでいる時、バドミントンの羽が木に引っ掛かり千秋に助けてもらう。

#### 第4話
紺野 瑠璃
演 - ゆき
くも膜下出血で倒れ、脳死状態となる。ドナーカードを所持し、親族優先で臓器移植を希望する意思表示をしている。
紺野 佐江子
演 - 中村久美
瑠璃の母親。心臓を患い入院している。
紺野 洋平
演 - 小林隆
瑠璃の父親。
涼子
演 - 井村空美
バイクに乗った加藤にラリアットをされ、気を失っている間に口紅を盗まれる。
加藤 伸治
演 - 山中庸正
女性にバイクで近づいてラリアットをして気絶させ、バッグから口紅を盗んでいた強盗犯。

#### 第5話
ニュースキャスター
演 - 葉山エレーヌ（日本テレビアナウンサー）
オルジア地方で流行している新型感染症（コルベナウイルス）が猛威を振るっていると報道した。
合コン相手
演 - 小野かおり、その他

#### 第6話
柳田 晃彦
演 - 入江甚儀
柳田の息子。警察が下した父親の自殺という判断に未だに納得していない。司法解剖を担当した珠実に脅迫文を送り付け、再鑑定を要求する。
柳田 舞子
演 - 藤本七海
晃彦の妹。兄と同じく父親の死因に納得していない。3年前、父親と見に行くと約束したかわはま花火大会を楽しみにしていた。
柳田 俊夫
演 - 渡辺寛二
柳田機器製作所社長。3年前にビルの屋上から転落死。珠実の司法解剖および警察の捜査により自殺として処理される。
川島
演 - 及川いぞう
現柳田機器製作所社長。転落死した柳田の後を継いで製作所の社長に就任する。

#### 第7話
梶田 弘樹
演 - 中島広稀
出血性の小脳梗塞で倒れ、関東医療センターに運ばれてきたが手が空いている医師がおらず、36時間勤務明けの高広が執刀することになった。
手術は成功したが、リハビリの最中に容体が急変し死亡した。
梶田 勝彦
演 - 吉満涼太
弘樹の父親。
梶田 久美子
演 - 長野里美
弘樹の母親。手術が成功した弘樹が突然死亡したことに納得していない。医療過誤があったのではないかと疑っている。
原西 優
演 - 恒吉梨絵
斉英会関東医療センター看護師。
看護師
演 - 玄覺悠子、中野あき
手術後、弘樹がエコノミークラス症候群を発症しないよう対症療法としてリハビリを行った。

#### 第8話
大山 修治
演 - 深澤友貴
WBFライト級日本ランキング1位のプロボクサー。
世界ライト級タイトルマッチの試合が決まっていたが、突然心筋梗塞で倒れ死亡する。
大山 克治
演 - 窪塚俊介
修治の兄。死因に疑問を抱き、弟の無念を晴らすため珠実に承諾解剖を依頼する。
小出 進
演 - 山本龍二
修治が所属する小出ボクシングジムの会長。
小出ボクシングジム所属選手
演 - 小林和寿、伊藤力、加藤貴宏、松林慎司

#### 第9 - 最終話
縄文寺 出
演 - 鹿賀丈史（特別出演）
斉英会関東医療センター理事長。民栄党に所属する代議士でもある。過去の医療事故の隠蔽をネタに武田を脅迫し、捏造した死体検案書の作成を強要していた。また、日本法医学界の閉塞した現状を打破しようとする珠実を危険視しており、武田に対して彼女を法医学教室から外すよう脅迫していた。一旦は自らが主導した死体検案書の偽造を武田と奥山に全て押し付けて事実の隠蔽を図るが、最後には全てが露見し奥山殺害の罪により逮捕される。
奥山 直也
演 - 羽場裕一（第8話にも出演）
縄文寺秘書。縄文寺の死体検案書の捏造を隠蔽すべく武田を殺害しようとした。最終的には口封じのために縄文寺に殺害され、死体検案書偽造の罪を押し付けられてしまう。

#### 第9話
看護師
演 - 大久保綾乃
病院に運ばれてきた武田の処置を担当する。

#### 第10話
武田 仁美
演 - 舟木幸
美亜の母親。腎臓移植手術中に医療ミスにより死亡する。
八代 香奈
演 - 岩崎ひろみ
八代の妻。美亜の腎臓移植手術に立ち会った医師でもある。現在は医師を辞めており、夫が縄文寺からの脅迫を受けていたことは知らなかった。

#### 最終話
奥山 美里
演 - クノ真季子
直也の妻。縄文寺に大変お世話になっているので裏切ることは出来ないと珠実の解剖提案を拒否する。
奥山の娘
演 - 磯貝奈美

## スタッフ
- 脚本 - 橋部敦子
- 音楽 - 梅堀淳、RIKU、榊原大
- 演出 - 久保田充、長沼誠、本間美由紀
- 主題歌 - CHARICE「Far As The Sky」[7]（ワーナーミュージック・ジャパン）
- 医事監修 - 岩瀬博太郎
- 美術デザイン - 高野雅裕、柳谷雅美
- チーププロデューサー - 田中芳樹
- プロデューサー - 戸田一也、国本雅広、大塚英治
- 制作協力 - ケイファクトリー
- 製作著作 - 日本テレビ

## 放送日程
| 各話                                                           | 放送日        | サブタイトル                                    | 演出       | 視聴率 |
| -------------------------------------------------------------- | ------------- | ----------------------------------------------- | ---------- | ------ |
| episode1                                                       | 2011年7月06日 | 暴走女医が感動究明夫婦の絆                      | 久保田充   | 13.9%  |
| episode2                                                       | 7月13日       | 疑惑の准教授                                    | 久保田充   | 10.8%  |
| episode3                                                       | 7月20日       | 謎の整形美女                                    | 久保田充   | 13.9%  |
| episode4                                                       | 7月27日       | 解剖VS心臓移植! 究極の選択                      | 長沼誠     | 13.8%  |
| episode5                                                       | 8月03日       | 致死率30%! 解剖室緊急閉鎖                       | 本間美由紀 | 13.7%  |
| episode6                                                       | 8月10日       | 復讐! 誘拐犯の標的は解剖医                      | 久保田充   | 12.6%  |
| episode7                                                       | 8月17日       | 医療ミス!? 夫を告発した女医                     | 長沼誠     | 11.8%  |
| episode8                                                       | 8月24日       | 教授の死!? 辞職覚悟の暴走!                      | 久保田充   | 12.9%  |
| episode9                                                       | 8月31日       | 暗黒病棟…もう誰も信じない                       | 長沼誠     | 12.6%  |
| episode10                                                      | 9月07日       | 禁断のメス! 移植手術の真相                      | 久保田充   | 11.9%  |
| final episode                                                  | 9月14日       | 死因究明絶対不可能 禁じられた暴走! 私は諦めない | 久保田充   | 16.4%  |
| 平均視聴率 13.1%（視聴率はビデオリサーチ調べ、関東地区・世帯） |               |                                                 |            |        |

- 同枠では『黄金の豚-会計検査庁 特別調査課-』以来、3作ぶりに全放送回で二桁推移となり、最終回視聴率が15%以上を記録したのは『ホタルノヒカリ2』以来4作ぶりとなった[8]。